# Lokvine
Lokvine är en ort i Bosnien och Hercegovina.   Den ligger i entiteten Federationen Bosnien och Hercegovina, i den centrala delen av landet, 60 km nordväst om huvudstaden Sarajevo. Lokvine ligger 399 meter över havet och antalet invånare är 3 928.
Terrängen runt Lokvine är huvudsakligen kuperad, men norrut är den bergig.Runt Lokvine är det ganska tätbefolkat, med 93 invånare per kvadratkilometer.. Närmaste större samhälle är Zenica, 3,8 km öster om Lokvine. 
I omgivningarna runt Lokvine växer i huvudsak lövfällande lövskog.